# Publio Licinio Crasso Dive Muciano
Publio Licinio Crasso Dive Muciano (latino: Publius Licinius Crassus Dives Mucianus; 188 a.C. circa – 130 a.C.) fu un politico della Repubblica romana, pontefice massimo e console.

## Biografia
Crasso Muciano era figlio di Publio Mucio Scevola, console del 175 a.C., e di sua moglie Licinia, sorella di Publio Licinio Crasso, console del 171 a.C.; suo zio paterno Quinto Mucio Scevola era stato console nel 174 a.C., mentre suo fratello maggiore, Publio Mucio Scevola, lo divenne nel 133 a.C. Il suo nonno paterno, Quinto Mucio Scevola, era stato pretore nel 215 a.C., ma si era ammalato ed era morto prima di concorrere per il consolato.
Nacque intorno al 188 a.C. e fu adottato, in un anno sconosciuto, dallo zio materno. Sposò Claudia, sorella del console del 143 a.C. e del princeps Senatus del 136 a.C. Appio Claudio Pulcro; da lei ebbe diversi figli, di cui almeno un maschio e due femmine gli sopravvissero: una figlia fu Licinia moglie di Gaio Sempronio Gracco, il riformatore morto nel 121 a.C. Fulvia, la moglie del triumviro Marco Antonio, era sua nipote.
Il console del 117 a.C., Quinto Mucio Scevola, amico, patrono e tutore di Marco Tullio Cicerone, era cugino di Crasso Muciano; un suo nipote era invece il retore e giurista Quinto Mucio Scevola Pontefice. Entrambi morirono o furono uccisi durante la guerra sociale.
La gens Mucia ottenne diversi consolati tra il 175 e il 95 a.C., e non meno di tre consoli divennero pontefici massimi, tra cui Crasso Muciano.
Muciano divenne pontefice massimo nel 132 a.C., dopo la morte in esilio del pontefice Publio Cornelio Scipione Nasica Serapione. Nel 131 a.C. fu eletto console assieme a Lucio Valerio Flacco, il flamen Martialis.
Muciano fu impegnato in una guerra contro Eumene III, che era salito su quel trono del Regno di Pergamo che il sovrano Attalo III aveva lasciato in eredità ai Romani; fu il primo pontefice massimo a lasciare volontariamente l'Italia. Scontratosi con Eumene, fu sconfitto e, durante la ritirata, raggiunto dai nemici e pugnalato a morte.